# Staccatissimo

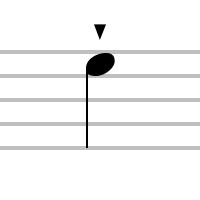
Attaque staccatissimo

En notation musicale, le staccatissimo (pluriel : staccatissimos ou staccatissimi) indique une attaque staccato encore plus marquée. C'est un détaché vif qui donne généralement un quart du temps de la note au son lui-même pour trois quarts de silence.
Le staccatissimo se note par des têtes de flèches, des points allongés nommés keil, ou écrit directement au-dessus de la portée en entier ou avec l'abréviation « staccatiss. ». Certains compositeurs, comme Mozart, ont utilisé des points de staccato accompagnés de l'instruction staccatissimo quand les passages devaient être joués staccatissimo.

## Exemple
Exemple tiré de la Symphonie en ré mineur de Bruckner :